# Карніде (станція метро)
38°45′33″ пн. ш. 9°11′34″ зх. д. / 38.75917° пн. ш. 9.19278° зх. д.
Карн́іде (порт. Carnide) — станція Лісабонського метрополітену. Знаходиться у західній частині міста Лісабона в Португалії. Розташована на Синій лінії (або Чайки), між станціями «Понтінья» та «Колежіу-Мілітар/Луж». Станція берегового типу, мілкого закладення. Введена в експлуатацію 18 жовтня 1997 року . Це передостання станція у першій зоні Синьої лінії, вартість проїзду в межах якої становить 0,75 євро. Назва станції пов'язана з місцевістю її місцезнаходження, тобто з назвою однойменної міської громади.

## Опис
Архітектура станції має багато спільного з архітектурою станції «Понтінья» (були відкриті в один і той же день в рамках розширення Синьої лінії у західному напрямі). Архітектор — Sérgio Gomes, художні роботи виконав — José de Guimarães, який за основу декорації використав композиції з кольорових неонових ламп (сині, жовті, зелені та червоні), що закріплені на стінах та торцевій частині станції. Станція має центральний вестибюль підземного типу, що має три виходи на поверхню, а також ліфт для людей з фізичним обмеженням. На станції заставлено тактильне покриття. 

## Режим роботи[4]
Відправлення першого поїзду відбувається з кінцевих станцій лінії:
- ст. «Амадора-Еште» — 06:30
- ст. «Санта-Аполонія» — 06:30

Відправлення останнього поїзду відбувається з кінцевих станцій лінії:
- ст. «Амадора-Еште» — 01:00
- ст. «Санта-Аполонія» — 01:00

## Галерея зображень

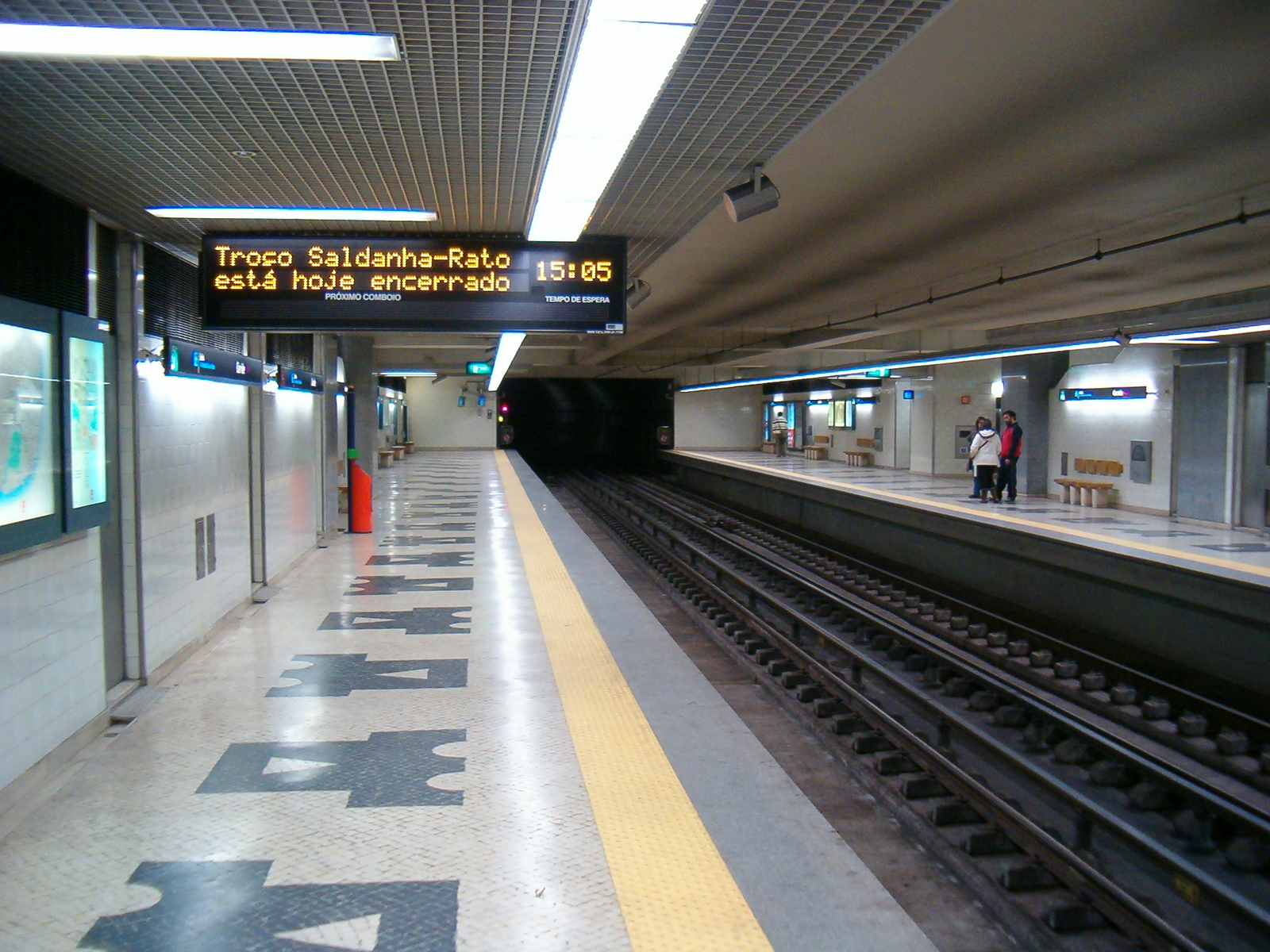
Платформа Амадорського напрямку
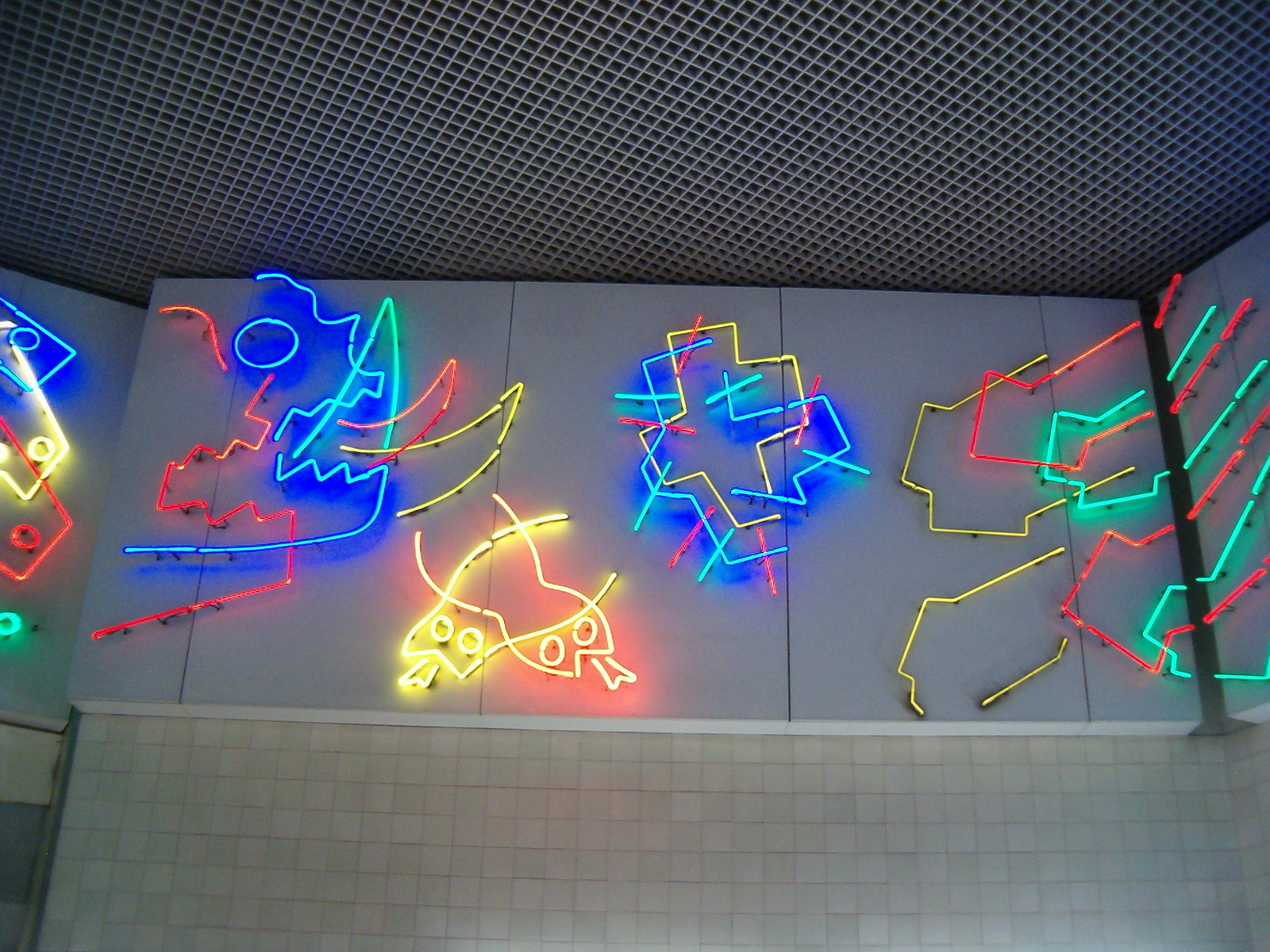
Декорація стін неоновими лампами
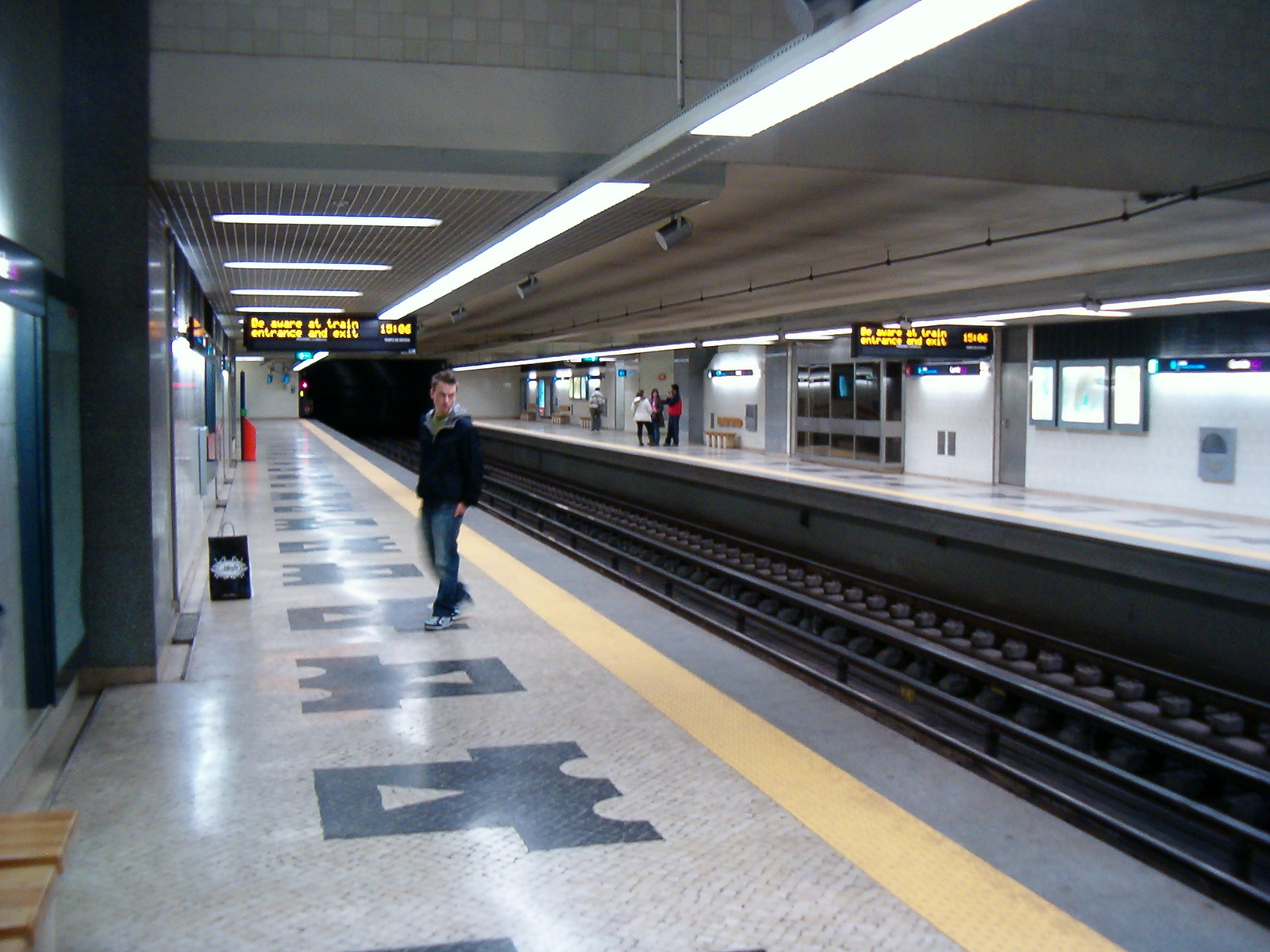
Посадкова платформа
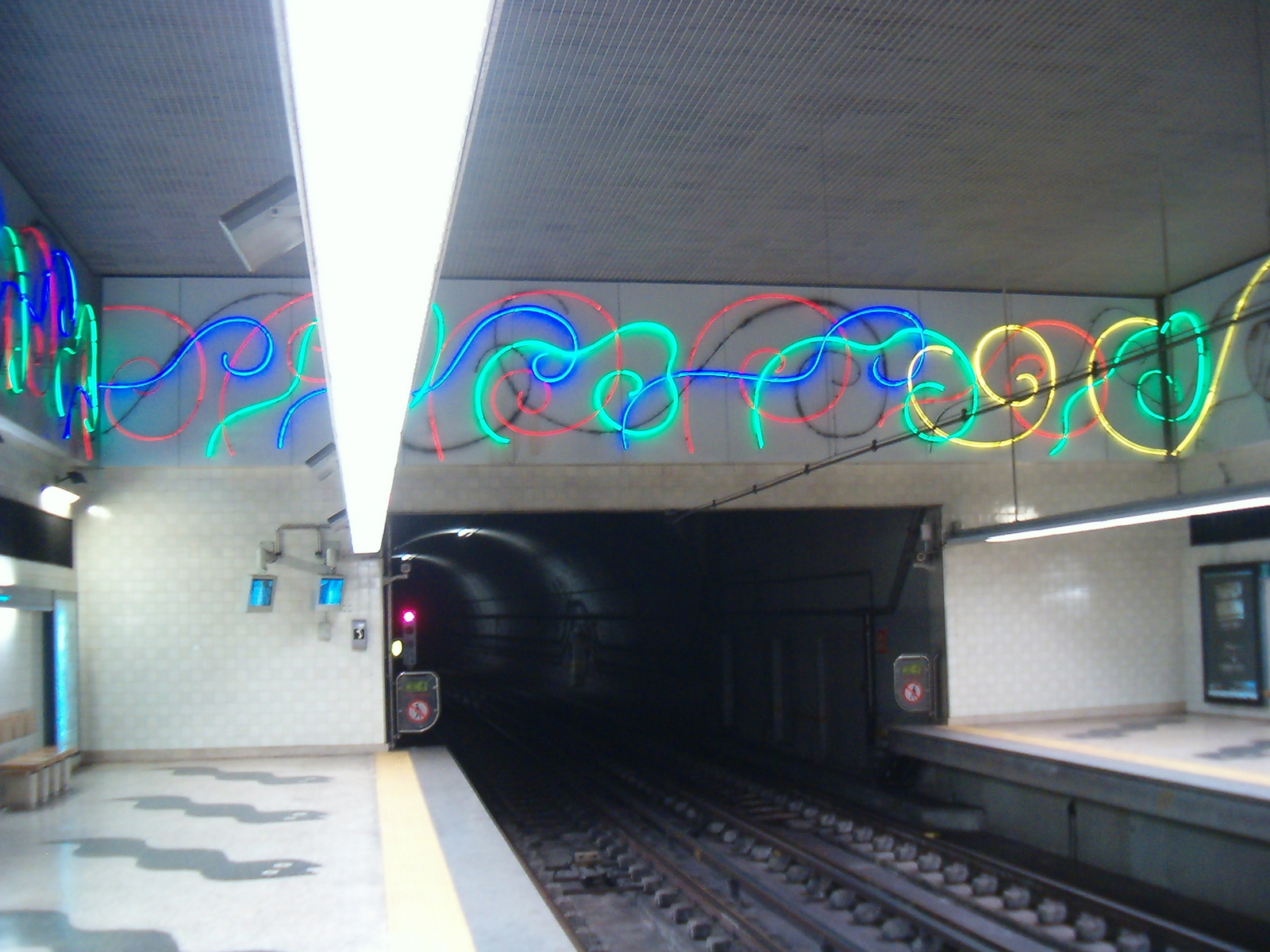
Декорація торця неоновими лампами
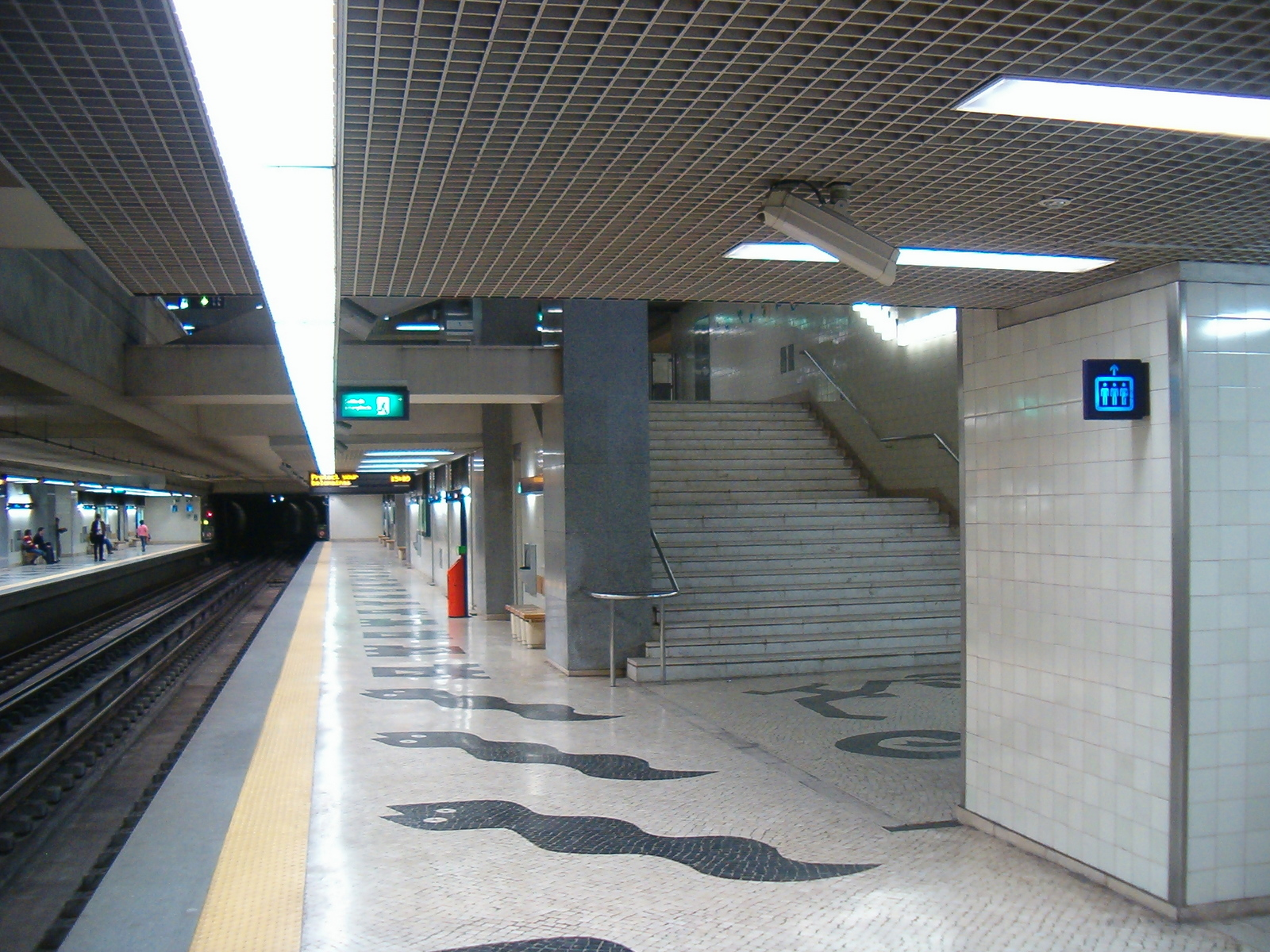
Спуск і платформа на станції
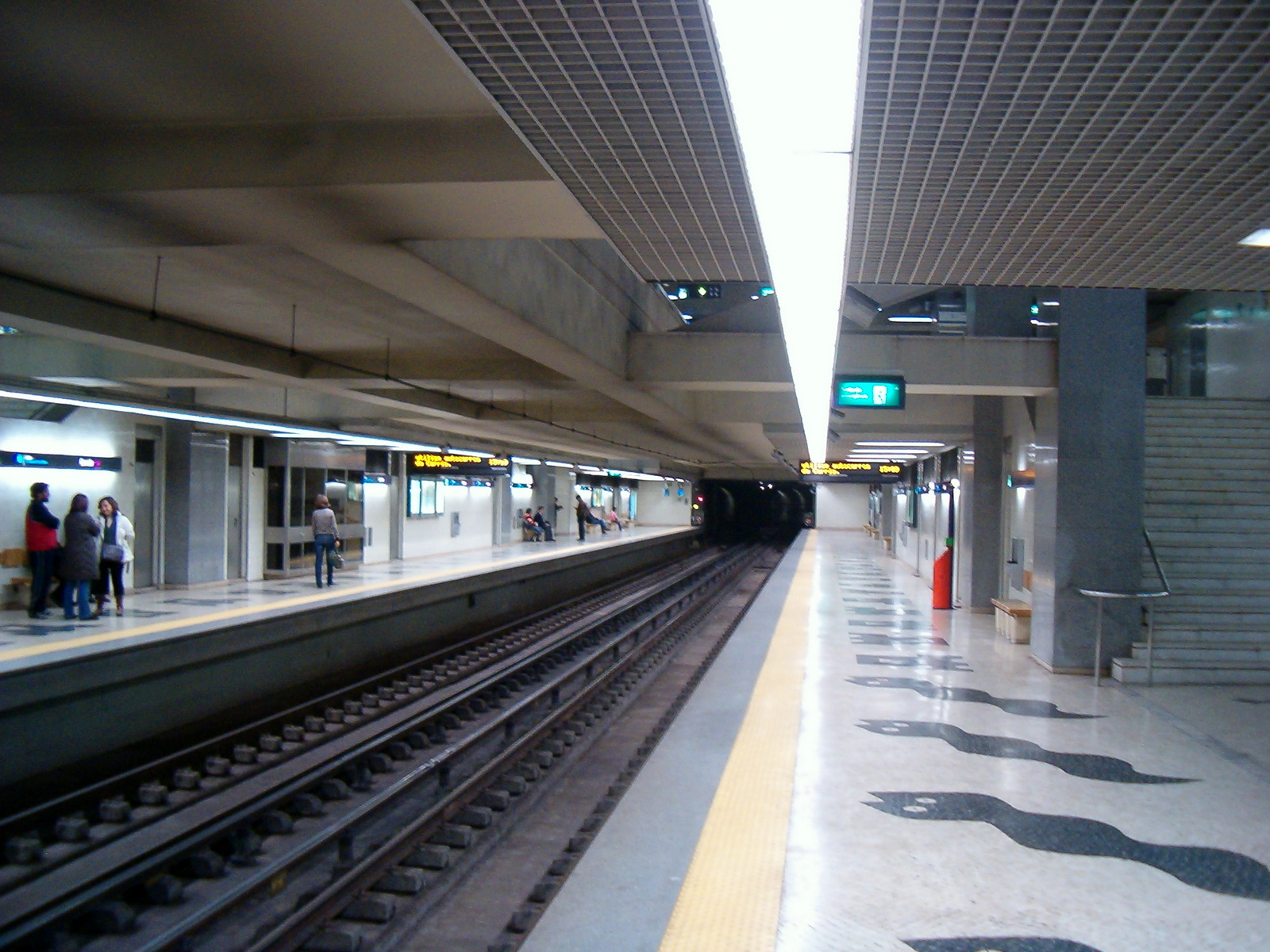
Загальний вигляд
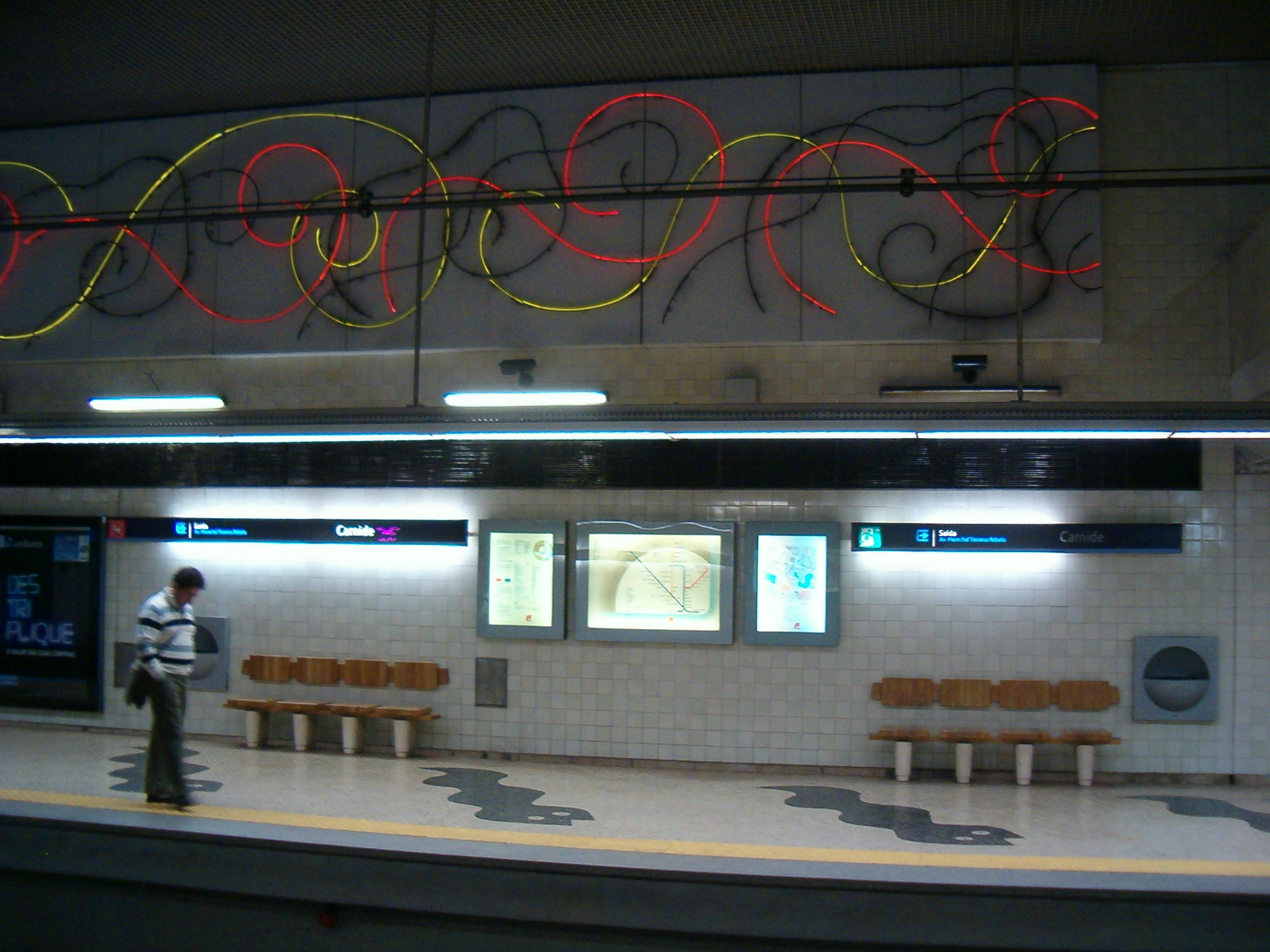
Декорація стін на станції
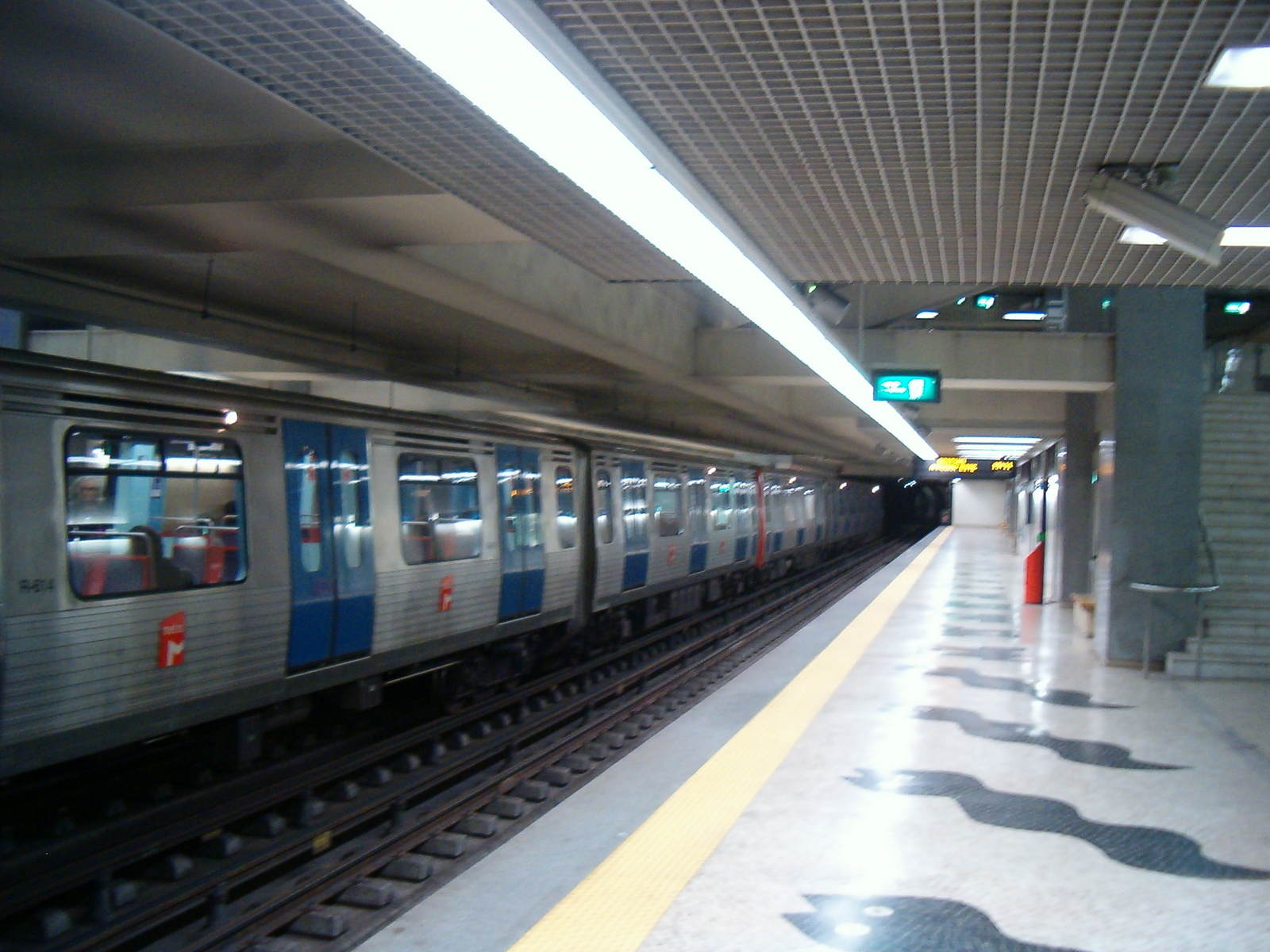
Поїзд у Лісабонському напрямку
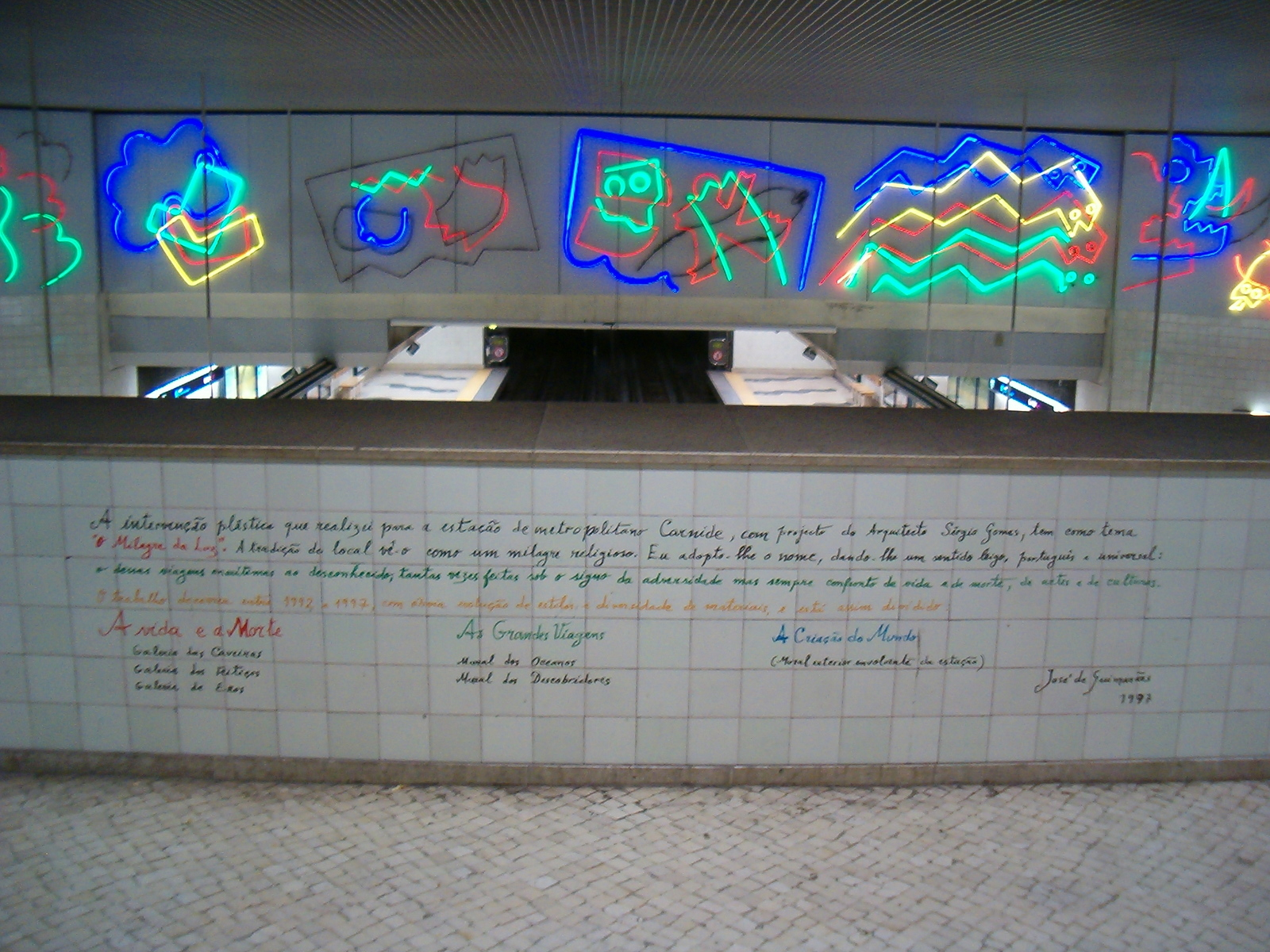
Вигляд з вестибюля на торець
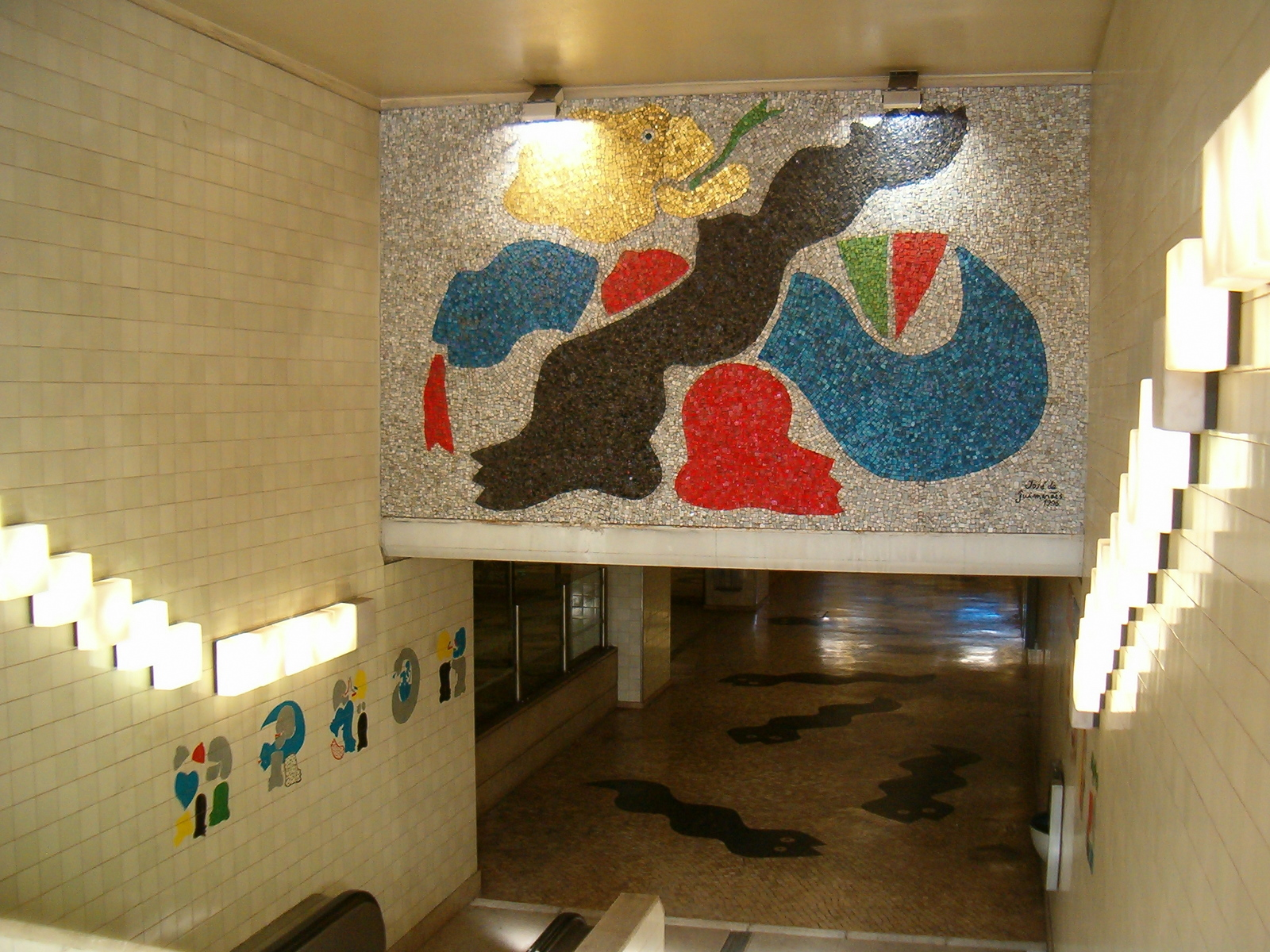
Спуск з вулиці до вестибюля
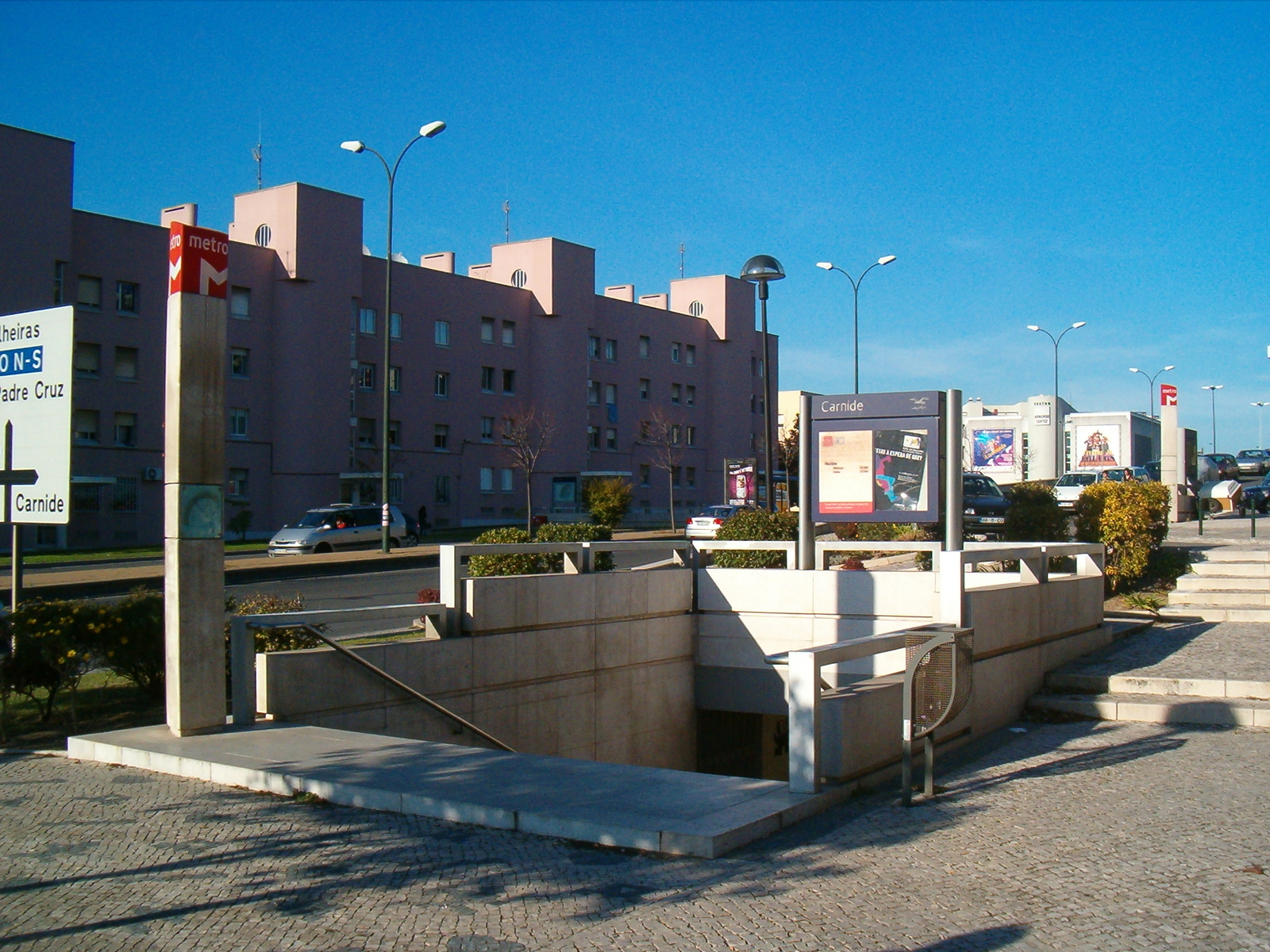
Вхід з вулиці
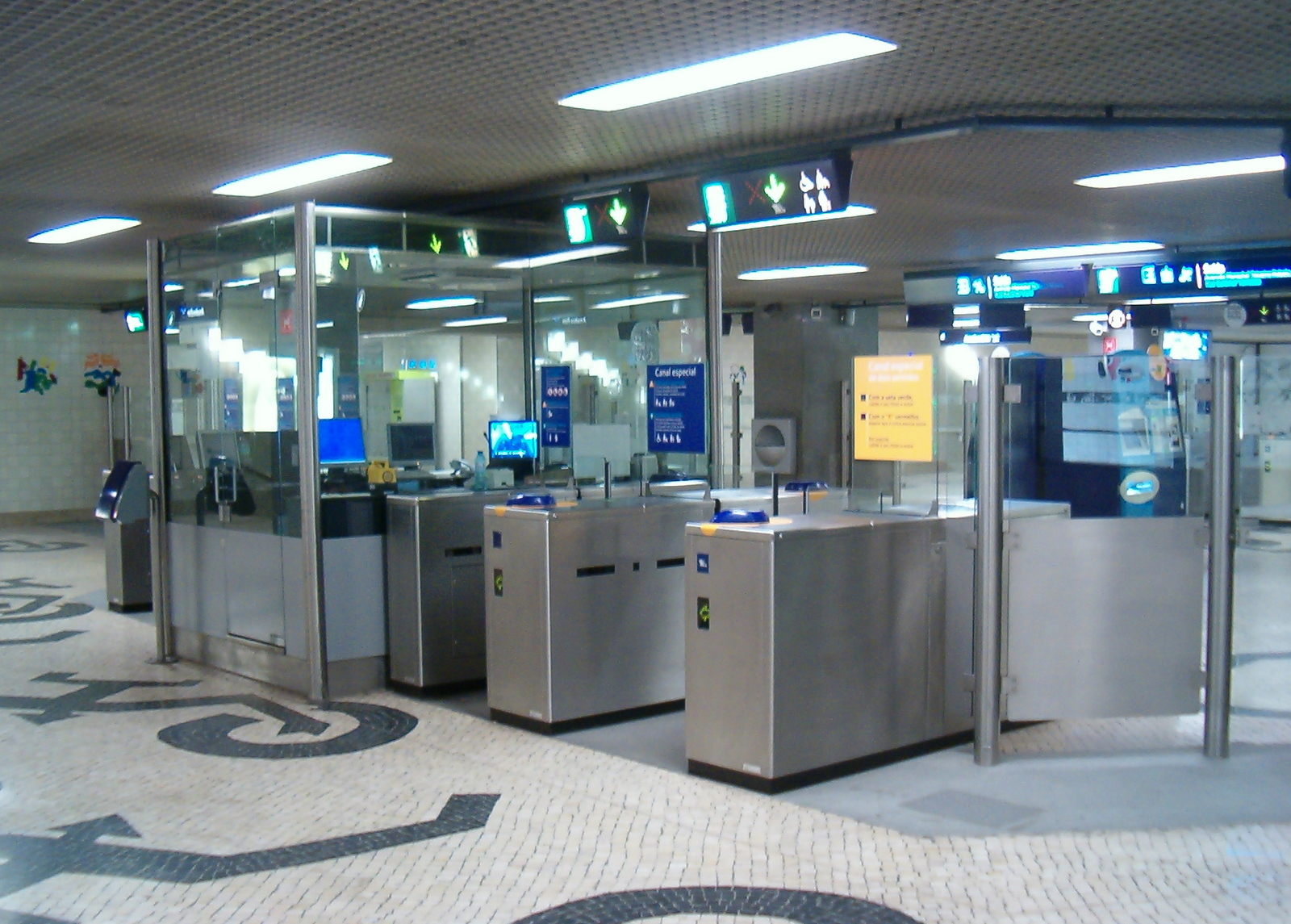
Пропускні турнікети у вестибюлі